# Oospila trilunaria
Oospila trilunaria là một loài bướm đêm trong họ Geometridae.